# Her Legacy
Her Legacy è un cortometraggio muto del 1913 diretto da Fred J. Balshofer. Prodotto da Thomas H. Ince, aveva come protagonisti Harold Lockwood e Ann Little.

## Trama
Jed Conners, agricoltore ricco ma avaro, nasconde il suo oro facendo vivere di stenti la figlia Mary che Caleb Mundy, un arrogante e arcigno avvocato, vorrebbe sposare. Ma lei lo respinge, innamorandosi invece di Jim Grace, un lavorante del padre. Alla presenza di Mundy, come testimone, Conners redige il proprio testamento e poi lo va a nascondere, insieme a del denaro, in un albero cavo che si trova nella sua proprietà. Essendo molto sordo, un giorno non sente arrivare un cavallo imbizzarrito che, nella sua fuga, lo travolge. Conners muore ma Mary non riesce a trovare nessun testamento. Mundy, allora, ne fa a suo vantaggio uno falso, dove la figlia di Conners non eredita che un piccolo appezzamento di bosco. Dopo essersi sposata con Jim, lei e il marito vanno a vivere su quel terreno, in una baracca. Ma Mundy non riesce a dormire sonni tranquilli: una notte, preso dai rimorsi, crede di vedere un fantasma e, correndo nella notte, cade dalla scogliera ai piedi della quale sarà ritrovato il suo cadavere. Mary sogna l'albero cavo e, la mattina, vi si reca, trovando l'originale delle ultime volontà di suo padre che le ha lasciato in eredità tutti i suoi beni.

## Produzione
Il film fu prodotto dalla Kay-Bee Pictures.

## Distribuzione
Distribuito dalla Mutual, il film - un cortometraggio in una bobina - uscì nelle sale cinematografiche statunitensi il 9 dicembre 1913.